# Olemps
Olemps es una población y comuna francesa, situada en la región de Mediodía-Pirineos, departamento de Aveyron, en el distrito de Rodez y cantón de Rodez-Ouest.

## Demografía
| 2018 | 2201 | 2562 | 2856 | 3032 | 3020 |
| Para los censos de 1962 a 1999 la población legal corresponde a la población sin duplicidades (Fuente: INSEE [Consultar]) |      |      |      |      |      |